# Кахиас, Магдалена
Мария Магдалена Кахиас де ла Вега (исп. María Magdalena Cajías de la Vega; родилась 8 октября 1957, Ла-Пас) — боливийская учёная-историк и политик, занимавшая пост министра образования в 2007—2008 годах и сыгравшая важную роль в ликвидации неграмотности в стране.
Большую часть своей педагогической карьеры Кахиас преподавала историю в Высшем университете Сан-Андрес, а также занимала ряд консультационных должностей в межправительственных организациях и государственных органах. Она является автором множества исторических трудов, посвящённых истории женщин и трудящихся. 
В 2006 году Кахиас была назначена консультантом Министерства при президенте, а в следующем году возглавила Министерство образования. После возвращения в академическую сферу после министерского срока Кахиас вернулась в государственное управление в качестве генерального консула в Сантьяго, где она проработала с 2014 по 2019 год. В 2021 году она была назначена членом редакционной коллегии Боливийской двухсотлетней библиотеки.

## Биография
Представительница известной семьи интеллектуалов, Магдалена Кахиас была шестой из десяти детей Беатрис де ла Веги и Уаскара Кахиаса — уважаемого журналиста, основавшего ведущее издание второй половины XX века Presencia. Из е0 пяти сестер и четырех братьев большинство выбрали академическую карьеру, став писателями, историками и педагогами. Её старшие брат и сестра Фернандо и Лупе Кахиас также занимали видные государственные должности.
Как и остальные её братья и сестры, Кахиас посещала немецкую школу Маршала Брауна. После этого она поступила в Высший университет Сан-Андреса (UMSA), который окончила в 1984 году со степенью бакалавра истории на факультете гуманитарных наук. В 1987 году она получила степень магистра по истории Анд на Латиноамериканском факультете социальных наук (FLACSO) в Кито (Эквадор), а в 2011 году получила докторскую степень по социальным наукам в мексиканском колледже Мичоакан. За это время Кахиас также прошла курсы магистратуры в нескольких областях, включая творческое письмо в UMSA, политологию в FLACSO-La Paz и кино в Школе кино и аудиовизуальных искусств Ла-Паса.
Кахиас преподавала курсы современной истории на факультете гуманитарных наук UMSA с 1980-х годов. Она была одной из основателей и сотрудников Боливийского института исследований, координатором Ассоциации исследователей истории, а также являлась членом других академических организаций, включая Боливийскую академию истории. За пределами академической среды Кахиас неоднократно выступала консультантом, в том числе для Организации иберо-американских государств и государств-участников Соглашения Андреса Бельо. С 1991 по 1994 год она была постоянным консультантом Управления по координации работы с неправительственными организациями (DCONGs) Министерства финансов, а затем в 1994—1998 годах занимала должность директора DCONGs.

## Политическая карьера
С приходом Эво Моралеса к власти в 2006 году Кахиас была назначена постоянным советником и консультантом по вопросам истории в Министерстве президента. Она проработала там около года, прежде чем была назначена главой Министерства образования вместо снятого Моралесом Виктора Касереса. Хотя президент выразил доверие управленческим способностям Кахиас, её избрание столкнулось с сопротивлением со стороны некоторых проправительственных секторов. Во-первых, она не была активной сторонницей партии Моралеса «Движение за социализм». Однако, что ещё важнее, назначение университетского преподавателя вызвало споры среди профсоюзов сельских и городских учителей. Учитывая историческое недоверие и соперничество между двумя этими секторами, профсоюзы выразили свое недовольство тем, что на министерский пост назначили не кого-то из школьных учителей.
Годичный министерский срок Кахиас позволил сосредоточить её усилия на объявленной Моралесом кампании по искоренению неграмотности по всей стране. Национальная программа по распространению грамотности «Да, я могу», была инициирована в 2006 году и был выполнен на 50 % уже через шесть месяцев после вступления Кахиас в должность. Благодаря финансированию и предоставлению специалистов со стороны Кубы и Венесуэлы в рамках АЛБА, а также дополнительной помощи, полученной от Испании в начале 2008 года, за время руководства Кахиас Министерством образования были достигнуты значительные успехи в борьбе с неграмотностью. В марте 2008 года Оруро стал первым департаментом, объявленным сполна свободным от неграмотности, что позволило завершить проект на 76 %. Санта-Крус стал вторым департаментом, выполнившим свою цель в октябре, а в декабре Моралес объявил Боливию полностью свободной от неграмотности. Однако к тому моменту Кахиас уже не находилась у власти: в начале ноября её на посту министра неожиданно сменил Роберто Агилар. Моралес заявил, что чрезмерная бюрократизация и отсутствие идеологической приверженности со стороны её сотрудников повлияли на управление Кахиас, хотя он всё же положительно отозвался о её работе.
После завершения министерского срока Кахияс вернулась к академической работе в UMSA, где ей было присвоено звание почётного профессора. Она вновь посвятила себя историческим исследованиям, сосредоточившись на истории горнодобывающей промышленности и рабочих движений. Её работа увенчалась публикацией докторской диссертации, посвященной шахтёрскому поселению Уануни. Кахиас вернулась в государственное управление по приглашению Моралеса, который назначил ее генеральным консулом в столице Чили Сантьяго в 2014 году. В центре её внимания был ключевой аспект отношений между Боливией и Чили — территориальный спор за выход к морю, из-за которого Боливия более полувека вела судебную тяжбу. Она занимала этот пост до марта 2019 года, покинув его через несколько месяцев после решения Международного суда ООН, отклоняющего требования Боливии. В 2021 году Кахиас вошла вредакционной коллегию Библиотеки двухсотлетия, задачей которого является отбор и составление списка важнейших литературных произведений страны.

## Публикации
- Cajías de la Vega, Magdalena. La Historia de Bolivia y la Historia de la Coca :  [исп.] / Magdalena Cajías de la Vega, Fernando Cajías de la Vega. — Rome : Centro Italiano di Solidarietà, 1995.
- Cajías de la Vega, Magdalena. Historia y Geografía de Bolivia: Guía del Estudiante :  [исп.] / Magdalena Cajías de la Vega, Fernando Cajías de la Vega. — Madrid : Editorial Cultural, 1997.
- Cajías de la Vega, Magdalena. Mujeres en las Minas de Bolivia :  [исп.] / Magdalena Cajías de la Vega, Iván Jiménez Chávez. — La Paz : Ministerio de Desarollo Humano, 1997.
- Cajías de la Vega, Magdalena. Mujeres en Rebelión: La Presencia Femenina en las Rebeliones de Charcas del Siglo XVIII :  [исп.] / Magdalena Cajías de la Vega, Silvia Arze, Ximena Medinaceli. — La Paz : Ministerio de Desarrollo Humano, 1997.
- Cajías de la Vega, Magdalena. Así fue la Revolución: Cincuentenario de la Revolución del 9 de Abril de 1952 :  [исп.]. — La Paz : Fundación Cultural Huáscar Cajías Kauffman, 2002.
- Cajías de la Vega, Magdalena. ACLO 40 Años: Palabra, Compromiso y Acción con el Campesino :  [исп.]. — Sucre : Fundación Acción Cultural Loyola, 2007.
- Cajías de la Vega, Magdalena. La Paz en el Siglo XX :  [исп.] / Magdalena Cajías de la Vega, Paola Adriázola. — La Paz : Santillana Ediciones, 2009.
- Cajías de la Vega, Magdalena. 50 Años de Radio Nacional Huanuni: Junto a las Luchas de los Trabajadores Mineros :  [исп.]. — La Paz : Instituto de Estudios Bolivianos; ASDI-SAREC; Radio Nacional Huanuni, 2010.
- Cajías de la Vega, Magdalena. Continuidades y Rupturas: El Proceso Histórico de la Formación Docente Rural y Urbana en Bolivia :  [исп.]. — La Paz : Programa de Investigación Estratégica en Bolivia, 2011. — ISBN 978-99954-57-01-3.
- Cajías de la Vega, Magdalena. El Poder de la Memoria: La Mina de Huanuni en la Historia del Movimiento Minero y la Minería del Estaño 1900–2010 :  [исп.]. — La Paz : Plural Editores; Departamento de Investigación Postgrado e Interacción Social; Instituto de Estudios Bolivianos, 2013.